# تپه برالیکه
تپه برالیکه مربوط به دوره اشکانیان است و در شهرستان خرم‌آباد، بخش مرکزی، دهستان رباط نمکی، روستای برالیکه واقع شده و این اثر در تاریخ ۲۸ اسفند ۱۳۸۵ با شمارهٔ ثبت ۱۸۸۱۸ به‌عنوان یکی از آثار ملی ایران به ثبت رسیده است.